# Refiloe Johannes Mudimu

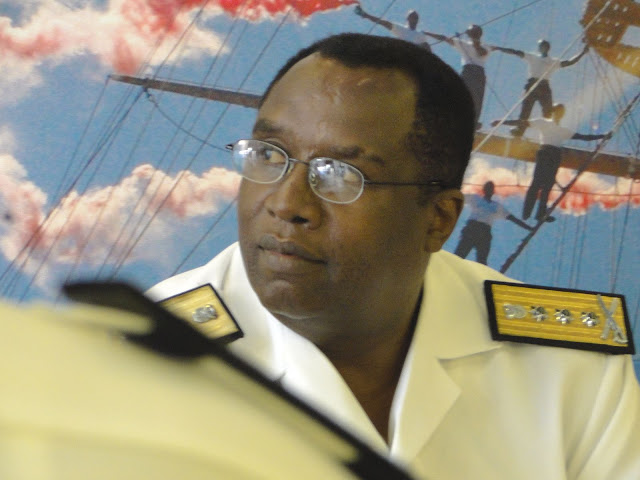
Vizeadmiral Refiloe Johannes Mudimu (2010)

Refiloe Johannes Mudimu (* 6. März 1954 in Sophiatown, Johannesburg) ist ein südafrikanischer Antiapartheidskämpfer und Vizeadmiral in Ruhestand. Von 2005 bis 2014 stand er als erster Schwarzer im Admiralsrang an der Spitze der South African Navy.

## Leben
Mit etwa 21 Jahren wurde Mudimu Mitglied des ANC und des MK. Im Jahre 1976 war er einer der Schüleranführer im Verlaufe der landesweiten Unruhen zur Zeit des Aufstands in Soweto. Am 14. August 1976 begab er sich wie viele andere nach der blutigen Niederschlagung der Schülerproteste ins Exil und verließ Südafrika für eine längere Zeit.
Zunächst durchlief Mudimu eine militärische Ausbildung in Angola, dann in der DDR und zuletzt in der UdSSR. Hier absolvierte er 1977 erfolgreich eine Kommandeursausbildung. Zurück in Angola war er bis 1979 als Instruktor in Camps des MK eingesetzt. Sein Einsatz war erfolgreich und so übernahm Mudimu in Angola die in Luanda stationierte Funktion des Chief of Logistics. Später ging Mudimu an das ANC-Hauptquartier nach Lusaka in Sambia. Hier war er als Koordinator des Youth Radio Program sowie in der Redaktion für Jugendpublikationen eingesetzt.
Anfang des Jahres 1985 entsandte der ANC ihn nach Harare in Simbabwe, wo Mudimu für die Organisation des Nachschubs im MK verantwortlich war. Schließlich übernahm er die Führung von militanten Untergrundeinheiten in Transvaal sowie im Norden der Provinz. Seine Erfahrungen bei der Führung von Menschen führten ihn 1992 in die Funktion des Stellvertreters des Chief of Personnel and Training mit einem Sitz im Oberkommando des MK. In dieser Rolle nahm er an der seit 1994 aktiv laufenden Integration militärischer Widerstandsstrukturen in die neuen Streitkräfte (SANDF) des Landes teil. Nach dieser Periode berief ihn der Stabschef General Siphiwe Nyanda in sein Team. Später befasste sich Mudimu als Director Integration of the Non Statutory Forces (NSF’s) mit der Eingliederung besonderer ehemaliger Kampfeinheiten.
Am 12. Januar 1998 erreichte ihn eine Versetzung in die South African Navy mit der Beförderung zum Rear Admiral (JG, Junior Grade, etwa: Flottillenadmiral), wo er nach einer gewissen Zeit Generalinspektor der Marine wurde. Während dieser Zeit absolvierte er erfolgreich den Navy Senior Command and Staff Course und das Senior Management Programme an der Universität Stellenbosch.
Am 1. April 1999 wurde Mudimu nach Simon’s Town versetzt, wo er bis zum 30. September 2000 als Chief of Fleet Staff (Chef des Flottenstabs) wirkte. Mit dem 1. Oktober 2000 erlangte er den Rang des Rear Admiral und übernahm den Posten des Chief Director Maritime Support, was später als Chief of Naval Staff bezeichnet wurde. Alle Fortbildungen seit 1994 für militärische Führungskräfte absolvierte er erfolgreich, zuletzt als Vizeadmiral den Joint Staff Course.
Am 1. März 2005 nahm das Oberkommando seine Beförderung zum Vice Admiral vor und ernannte ihn zum Chief of the South African Navy. Er folgte dem bisherigen Amtsinhaber Johan Retief.
Mudimu erwarb akademische Abschlüsse und andere; einen Master in Militärwissenschaften und einen Honours Degree in Public Management and Governance. Ferner erlangte er einen Associate Degree in Safety and Security, ein Diplom in Human Resource Management und ein Diplom in Personnel and Training, ein Certificate in Journalismus und weitere Managementqualifikationen.
Mit Wirkung vom 31. März 2014 trat er vom Oberkommando der South African Navy zurück. Sein Nachfolger im Amt wurde sein bisheriger Stellvertreter Rear Admiral Samuel Hlongwane.
Am 20. März 2014 trat er die Funktion des Chairman beim staatlichen Rüstungsunternehmen Armscor an, die er bis Oktober 2018 aktiv ausübte und aus gesundheitlichen Gründen nicht fortführen konnte. In dieser Funktion folgte ihm die bisherige südafrikanische Botschafterin in Frankreich, Thuthukile Skweyiya nach.

## Militärische Auszeichnungen
- Conspicuous Leadership Star
- Decoration for Merit in Gold
- Southern Cross Medal
- Merit Medal in Silber
- Military Merit Medal
- Merit Medal in Bronze[1]